# بوکسیت

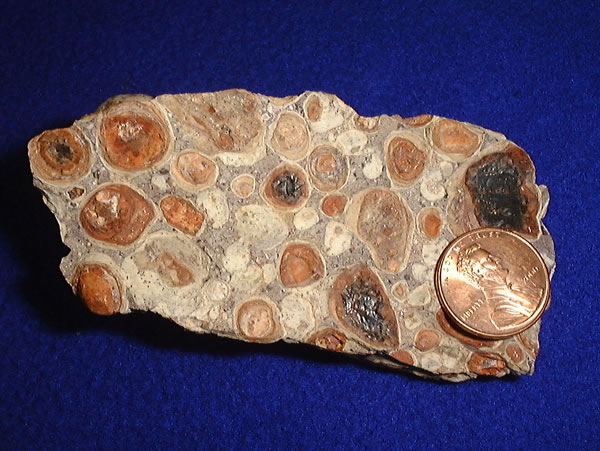
سنگ بوکسیت و یک سکه پنی آمریکایی جهت مقایسه

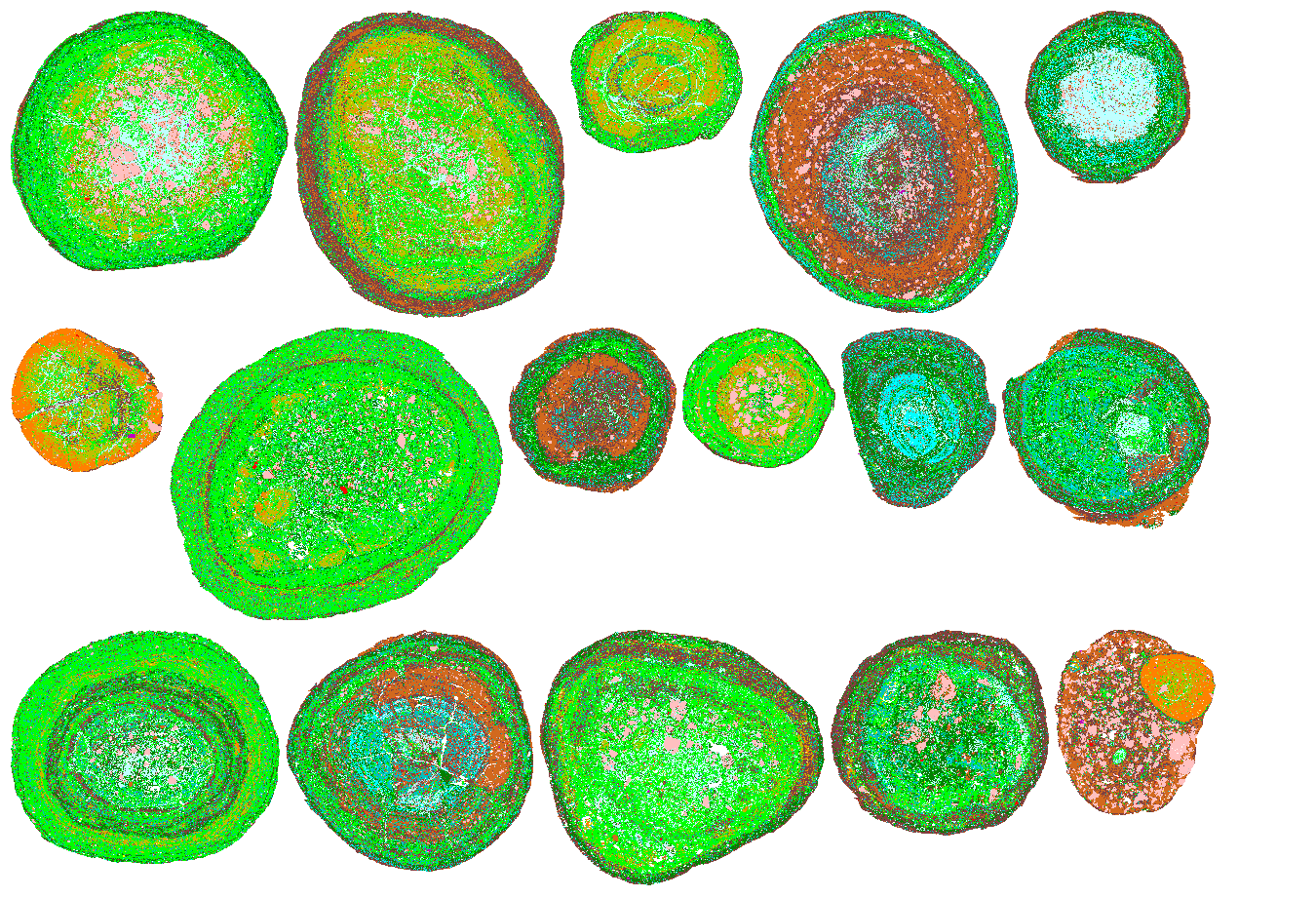
نقشه کانی QEMSCAN از سنگ پیزولیت که حاوی بوکسیت است

بوکسیت یک سنگ رسوبی است که مقادیر نسبتاً بالایی آلومینیوم دارد. این سنگ مهم‌ترین منبع آلومینیوم است. بوکسیت عمدتاً شامل کانی گیپسیت (Al(OH)3)، بوهمیت (γ-AlO(OH)) و دیاسپور (αAlO(OH)) است که با دو اکسید آهن گوئتیت (FeO(OH)) و هماتیت (Fe2O3) و کانی رسی کائولینیت (Al2Si2O5(OH)) و مقادیر کمی آناتاز(TiO2) و المنیت (FeTiO3 یا FeO.TiO2) مخلوط شده‌است.
اسم این کان‌سنگ از اسم روستایی در جنوب فرانسه به نام له بو (به فرانسوی :Les Baux) اقتباس شده‌است که اولین بار پیر برتیه زمین‌شناس در آنجا متوجه وجود آلومینیم در این سنگ معدن شد.

## دسته‌بندی
تعداد زیادی از انواع دسته‌بندی‌ها برای بوکسیت پیشنهاد داده می‌شد، اما تا سال ۱۹۸۲ اجماعی برای این دسته‌بندی‌ها وجود نداشت، تا این که محققی به نام وداس بوکسیت‌های لاتریت (بوکسیت‌های سیلیکاتی) را از بوکسیت‌های کارست (بوکسیت‌های کربنی) تفکیک نمود.
بوکسیت‌های لاتریت به‌طور عمده در کشورهای استوایی یافت می‌شوند. این نوع بوکسیت‌ها با اعمال فرایند لاتریزه کردن سنگ‌های سیلیکاتی مانند گرانیت، گنیس، بازالت، سینیت و شیل تشکیل می‌گردند. در مقایسه با لاتریت‌های غنی از آهن، تشکیل شدن بوکسیت‌ها ارتباط بیشتری با شرایط شدید هوازدگی به همراه بستر آبی غنی دارد. این شرایط باعث می‌شود که کائولینیت به صورت رسوب از سنگ خارج شود و ژیپسیت در بوکسیت نفوذ نماید. مناطق با درصد بالای آلومینیوم به صورت عمده در زیر لایه ای از آهن اکسید قرار دارند.
بوکسیت‌های کربنی غالباً در اروپا، گینه و جاماییکا و روی سنگ‌های کربنی (سنگ آهک و دولومیت) تشکیل می‌شوند. در واقع این نوع بوکسیت‌ها از هوازدگی لاتریتی و انباشتگی لایه‌های سفالی روی سنگ‌های کربنی و حل شدن تدریجی این لایه‌های انباشته شده با سنگ آهک در طی هوازدگی شیمیایی تشکیل می‌شوند.
تحقیقات اخیر در جاماییکا نشان می‌دهد که خاک مناطق معدنی درصد قابل توجهی از کادمیوم دارد که این موضوع می‌تواند نشانگر فعالیت‌های عمده آتشفشانی در اواخر دوره میوسن در آمریکای مرکزی باشد و در واقع منابع بوکسیت این کشور به‌طور عمده ریشه در همین فعالیت‌های آتشفشانی در آن دوره دارد.

## ذخایر بوکسیت در جهان

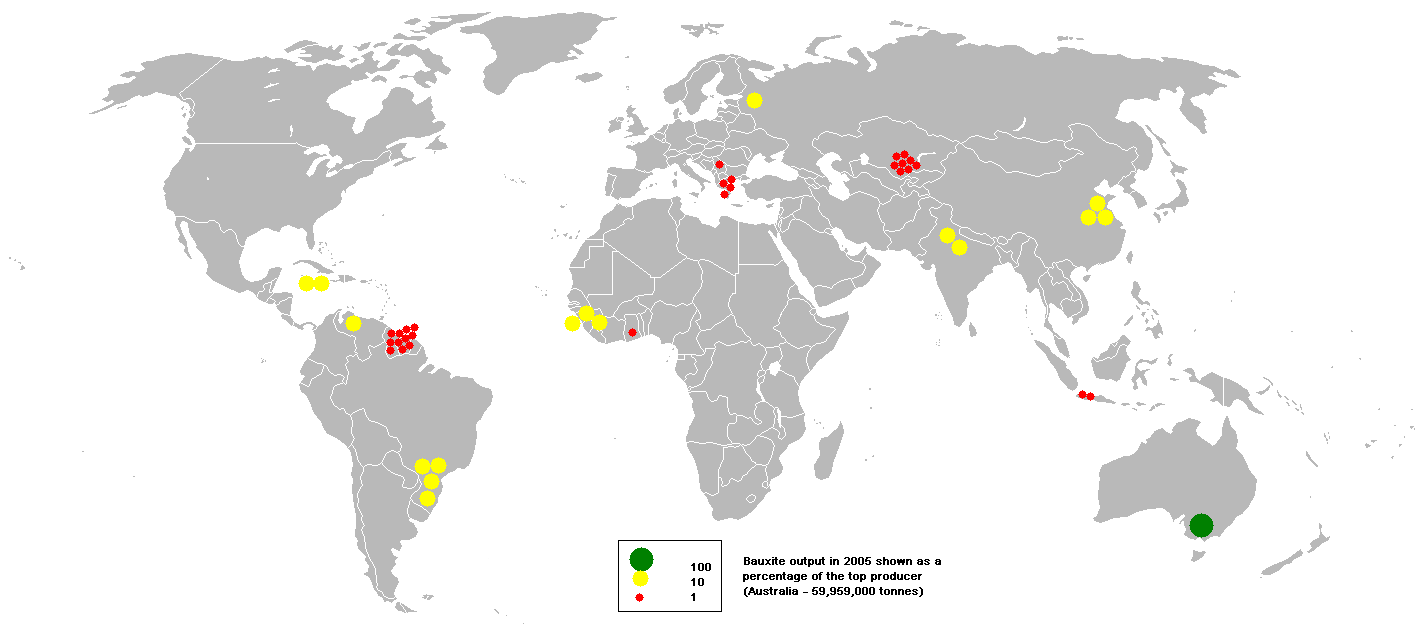
خروجی بوکسیت در سال ۲۰۰۵

بوکسیت در مناطق مختلفی از دنیا یافت می‌شود اما مقدار آن در پانزده کشور قابل‌توجه‌تر می‌باشد، این کشورها شامل آمریکا، گینه، استرالیا، ویتنام، هند، جامائیکا، برزیل، غنا، چین، یونان، سورینام، سریلانکا، قزاقستان، ونزوئلا، روسیه است.

## تولید بوکسیت در جهان
استرالیا بزرگترین تولیدکننده بوکسیت در جهان می‌باشد و چین در جایگاه دوم قرار دارد. در سال ۲۰۱۷، چین بزرگترین تولیدکننده بوکسیت در جهان با تولید تقریبی نیمی از بوکسیت تولیدی در جهان بود که کشورهای روسیه، کانادا و هند به ترتیب در مقام‌های بعدی قرار داشتند. علی‌رغم افزایش روزافزون تقاضای آلومینیوم در بازارهای جهانی، منابع یافته شده بوکسیت به اندازه ای هستند که نیاز بشر به آلومینیوم را برای قرن‌ها تأمین می‌نماید. رشد بازیافت آلومینیوم که کمک شایانی به حفظ انرژی الکتریکی می‌نماید، در حفظ منابع بوکسیت نیز تأثیر به سزایی دارد.
در ماه نوامبر سال ۲۰۱۰، نگوین تان دونگ نخست‌وزیر ویتنام، اعلام کرد که منابع بوکسیت ویتنام به مجموع ۱۱۰۰۰ میلیون تن (۱۱ تریلیون کیلوگرم) می‌رسد که بزرگترین منبع بوکسیت در جهان می‌باشد.

## فرآوری
بوکسیت معمولاً به صورت معدن روباز استخراج می‌گردد، چرا که منابع بوکسیت به سطح زمین نزدیک هستند و عمدتاً می‌توان بدون نیاز به حفاری زمین یا با حفاری کمی به منابع بوکسیت دست یافت. در سال ۲۰۱۰، حدود ۷۰ تا ۸۰ درصد بوکسیت خشک دنیا ابتدا به تولید آلومینا و سپس با استفاده از برق کافت به تولید آلومینیوم می‌انجامد. سنگ‌های بوکسیت معمولاً با توجه به موارد استفاده صنعتی و تجاری دسته‌بندی بندی می‌شوند. این دسته‌بندی شامل دسته‌های متالورژیکی، سایشی، سیمان، شیمیایی و مواد نسوز می‌باشد.
سنگ بوکسیت معمولاً در مخازن تحت فشار به همراه سدیم هیدروکسید تا دمای ۱۵۰ تا ۲۰۰ درجه سانتی گراد حرارت داده می‌شود. در این بازه دمایی، آلومینیوم به صورت سدیم آلومینات به دست می‌آید. همان‌طور که مقدمه این نوشتار آمده‌است، ترکیبات شامل آلومینیوم متفاوتی در سنگ‌های بوکسیت وجود دارد، نوع این ترکیبات کیفیت و چگونگی محصول مخزن تحت فشار را تعیین می‌نماید. باقی مانده بوکسیت و سرباره این مخزن پس از استخراج آلومینیوم شامل ترکیبات اکسید آهن، سیلیس، کلسیم، تیتانیوم و مقادیری آلومینیوم باقی مانده می‌باشد. پس از جداسازی باقی مانده بوکسیت با استفاده از فیلتر، جیبسیت خالص باقی مانده پس از سرد شدن در مذاب نفوذ می‌کند. در ادامه این مذاب با دانه‌های کوچک آلومینیوم هیدروکسید تغذیه می‌گردد. جیبسیت موجود در باقی مانده بوکسیت معمولاً در کوره‌های دوار در دمای بالای ۱۰۰۰ درجه سانتی گراد به صورت اکسید آلومینیوم استحصال می‌گردد. این اکسید آلومینیوم در دمای ۹۶۰ درجه سانتی گراد به صورت رسوب از مذاب کریولیت خارج می‌گردد. در مرحله بعد، این بخش از مذاب حاصل با عبور جریان در طی یک فرایند الکترولیزی، که فرایند هال-هرولت نام دارد، به تولید آلومینیوم می‌انجامد. نامگذاری این فرایند به احترام مبتکران اهل آمریکا و فرانسه آن می‌باشد. پیش از ابداع این فرایند و همچنین پیش از ابداع فرایند دویل، سنگ معدن آلومینیوم به همراه عناصر خالصی مانند سدیم و پتاسیم در شرایط خلاء در معرض حرارت قرار می‌گرفت. این فرایند پیچیده بود و مواد مصرفی آن در آن زمان قیمت بالایی داشتند، این موارد باعث شد که آلومینیوم خالص در آن زمان از طلا نیز گران‌تر باشد.

## منبع گالیم
بوکسیت منبع اصلی عنصر کمیاب گالیم می‌باشد. در طی فرایند استحصال آلومینا از بوکسیت در فرایند بایر، گالیم در مذاب سدیم هیدروکسید انباشته می‌گردد. با استفاده از این مذاب، می‌توان به روش‌های مختلفی گالیم استخراج نمود که جدیدترین این روش‌ها استفاده از رزین تبادل یونی می‌باشد. روشن است که بازده و کیفیت استحصال گالیم در این روش به‌طور مستقیم به میزان غنی بودن بوکسیت اولیه از گالیم وابسته می‌باشد. به‌طور معمول در یک نمونه با غلظت ۵۰ بخش از یک میلیون بخش (به انگلیسی| ppm)حدود ۱۵ درصد گالیم موجود در سنگ قابل استخراج است. مقادیر غیرقابل استخراج در ترکیبات گل قرمز و آلومینیوم هیدروکسید باقی می‌ماند.